# Alberto Aguilar Mijes
Alberto Aguilar Mijes (* 3. September 1960 in Tampico, Tamaulipas) ist ein ehemaliger mexikanischer Fußballspieler auf der Position des Torwarts, der nach seiner aktiven Laufbahn eine Trainertätigkeit einschlug.

## Laufbahn

### Spieler
Aguilar begann seine Profikarriere in der Saison 1979/80 beim Club León. Anschließend stand er in den 1980er Jahren beim CD Coyotes Neza, seinem Heimatverein Tampico-Madero FC und beim Puebla FC unter Vertrag. In der Saison 1989/90 spielte er für die Cobras Ciudad Juárez und im weiteren Verlauf der 1990er Jahre für den Hauptstadtverein Cruz Azul, Monarcas Morelia und die UANL Tigres.

### Trainer
Im Anschluss an seine Spielerlaufbahn war Aguilar bei den UANL Tigres als Assistenztrainer tätig und übernahm bald darauf das Amt des Cheftrainers beim guatemaltekischen CSD Comunicaciones, mit dem er in der Clausura 2001 die guatemaltekische Fußballmeisterschaft gewann.
Anschließend war er als Assistenztrainer diverser Vereine in Mexiko tätig und übernahm die Rolle des Torwarttrainers der mexikanischen Fußballnationalmannschaft, die er unter anderem bei den Fußball-Weltmeisterschaften 2006 und 2010 ausübte. Im Dezember 2011 unterschrieb er auch erstmals einen Vertrag als Torwarttrainer auf Vereinsebene beim mexikanischen Erstligisten Rayados de Monterrey.